# Ризаєв Давлят
Давлят Ризаєв (1903, місто Ново-Ургенч, тепер місто Ургенч Хорезмської області, Узбекистан — покінчив життя самогубством 30 вересня 1937, тепер Узбекистан) — радянський узбецький державний діяч, 1-й секретар Кара-Калпацького обласного комітету КП(б) Узбекистану.

## Життєпис
Народився в родині наймита. У 1919 році закінчив чотирикласну новометодну школу в місті Новоургенчі. З 1919 по 1920 рік навчався в Татарському інституті народної освіти в Оренбурзі.
У квітні 1920 — червні 1921 року — вихователь інтернату № 1 міста Хіви. У 1920 році вступив до комсомолу.
У червні 1921 — травні 1922 року — член колегії Народного назірату освіти Хорезмської народної республіки.
У травні 1922 — вересні 1923 року — завідувач організаційного відділу та відділу боротьби з басмацтвом ЦК Комуністичної спілки молоді (КСМ) Хорезмської народної республіки; відповідальний секретар ЦК КСМ Хорезмської народної республіки.
У вересні 1923 — 30 листопада 1924 року — народний назір освіти Хорезмської народної республіки.
Член РКП(б) з травня 1924 року.
У листопаді 1924 — листопаді 1926 року — заступник народного комісара освіти Узбецької РСР у Ташкенті і Самарканді.
З 18 листопада 1924 по 13 лютого 1925 року — член Революційного комітету Узбецької РСР.
У листопаді 1926 — січні 1929 року — студент Комуністичного університету імені Свердлова в Москві.
У лютому 1929 — травні 1930 року — відповідальний секретар Хорезмського окружного комітету КП(б) Узбекистану.
У червні 1930 — січні 1932 року — студент Комуністичного університету імені Свердлова в Москві.
У лютому 1932 — липні 1933 року — відповідальний секретар Наринського районного комітету КП(б) Узбекистану.
У липні 1933 — травні 1934 року — відповідальний секретар Самаркандського міського комітету КП(б) Узбекистану.
У травні 1934 — квітні 1937 року — заступник уповноваженого Комісії партійного контролю при ЦК ВКП(б) по Узбецькій РСР у місті Ташкенті.
У квітні — липні 1937 року — 1-й секретар Кара-Калпацького обласного комітету КП(б) Узбекистану.
4 серпня 1937 року заарештований органами УДБ НКВС Узбецької РСР. 30 вересня 1937 року покінчив життя самогубством у в'язниці.
Посмертно реабілітований постановою військового прокурора Туркестанського військового округу 25 червня 1957 року.